# Kazirbjekijn Joolk
Kazirbjekijn Joolk (mong. Казирбекийн Ёолк; ur. 2000) – mongolski judoka.
Brązowy medalista mistrzostw świata w 2025 roku.